# La Scala
Pour les articles homonymes, voir Scala#Bâtiments.
La Scala de Milan (en italien : Teatro alla Scala), ou simplement la Scala, est un théâtre d'opéra situé à Milan, en Italie. Il a été inauguré le 3 août 1778.
Avec le théâtre San Carlo de Naples (1737) et la Fenice à Venise (1792), elle est l'une des trois salles italiennes d'opéra de renommée mondiale datant du XVIIIe siècle.

## Histoire
L'opéra a été construit en deux ans par l'architecte Giuseppe Piermarini sur la commande de Marie-Thérèse d'Autriche après la destruction par le feu de l'ancien théâtre ducal. Il a été inauguré le 3 août 1778 en présence de l'archiduc Ferdinand d'Autriche avec l'opéra l'Europa riconosciuta d'Antonio Salieri et le ballet Apollo placato de Giuseppe Canziani. Le site choisi est celui de l'église Santa Maria della Scala, qui avait été édifiée au XIVe siècle à l'initiative de Reine della Scala et qui fut démolie à cette occasion, laissant son nom au théâtre et son patrimoine artistique à l'église voisine de San Fedele.
Ce théâtre vit l'évolution de l'opéra italien avec Domenico Cimarosa, la création de plusieurs opéras majeurs du répertoire italien, dont le Il turco in Italia de Rossini, Il Pirata (1827) et surtout Norma (1831) de Vincenzo Bellini. La salle souffre cependant de la concurrence des autres sites, dont le Teatro Carcano ou le Teatro Dal Verme, situés dans la même ville, et qui voient la création de plusieurs œuvres majeures.
C'est Giuseppe Verdi qui y fait les premières de plusieurs grandes œuvres et qui permet à la salle de parvenir au prestige actuel, même si lui-même délaisse le lieu à partir de 1845. La Scala donne encore des représentations prestigieuses mais il n'y a plus guère de créations majeures. Verdi revient alors avec Aida en 1872 (créée en Égypte l'année précédente), Otello (1887) et Falstaff en 1893. Le 17 février 1904 est le jour du plus célèbre fiasco de la salle, avec la création de Madame Butterfly de Puccini, opéra qui ne sera plus joué dans cette salle du vivant du compositeur.
La Scala a donné de nombreuses représentations des opéras de Richard Wagner, ainsi que ceux des post-véristes.
Il fut également un lieu majeur de l'art chorégraphique. De nombreux ballets y sont représentés chaque année. Les plus grandes étoiles de la danse classique ont déjà foulé les planches de ce lieu mythique. On peut citer Carla Fracci, Sylvie Guillem, Rudolf Noureev, Maya Plisetskaya, Patrick Dupond, Margot Fonteyn ou encore Alessandra Ferri.
Il fut bombardé en 1943 et ne rouvre qu'en 1946.
Il a été fermé en 2001 pour une rénovation. La réouverture eut lieu le 7 décembre 2004 et on y interpréta la même œuvre de Salieri qu'à son inauguration, sous la direction de Riccardo Muti.
L'orchestre de la Scala a eu des chefs prestigieux, le plus célèbre étant sans doute Arturo Toscanini, qui y a débuté en 1898 avec Les Maîtres Chanteurs de Nuremberg et y poursuit une carrière jusqu'en 1929, date à laquelle il quitte l'Italie en raison de son opposition au fascisme et rejoint les États-Unis. Il a été suivi, entre autres par Tullio Serafin, Herbert von Karajan, Lorin Maazel, Claudio Abbado et Riccardo Muti, ce dernier donnant sa démission en 2005 après des mouvements sociaux.
On compte parmi les grandes cantatrices de la Scala Renata Tebaldi et Maria Callas.
En 2013, le PDG de Tod's, Diego Della Valle, a financé la rénovation de la scène de la Scala.
Depuis 2020, le directeur de ballet est le Français Manuel Legris.

## Opéras créés à la Scala
- 1778 : Europa riconosciuta d'Antonio Salieri
- 1802 : La capricciosa pentita, de Valentino Fioravanti
- 1812 : La vedova stravagante de Pietro Generali
- 1812 : La pietra del paragone de Gioachino Rossini
- 1813 : Aureliano in Palmira de Gioachino Rossini
- 1814 : Il turco in Italia de Gioachino Rossini
- 1817 : La gazza ladra de Gioachino Rossini
- 1819 : Bianca e Falliero de Gioachino Rossini
- 1822 : Chiara e Serafina de Gaetano Donizetti
- 1827 : Il pirata de Vincenzo Bellini
- 1829 : La straniera de Vincenzo Bellini
- 1831 : Norma de Vincenzo Bellini
- 1832 : Ugo, conte di Parigi de Gaetano Donizetti
- 1833 : Lucrezia Borgia de Gaetano Donizetti
- 1834 : Gemma di Vergy de Gaetano Donizetti
- 1835 : Maria Stuarda de Gaetano Donizetti
- 1839 : Oberto, Conte di San Bonifacio de Giuseppe Verdi
- 1840 : Un giorno di regno de Giuseppe Verdi
- 1842 : Nabucco de Giuseppe Verdi
- 1843 : I Lombardi alla prima crociata de Giuseppe Verdi
- 1845 : Giovanna d'Arco de Giuseppe Verdi
- 1868 : Mefistofele d'Arrigo Boito
- 1876 : La Gioconda d'Amilcare Ponchielli
- 1885 : Marion Delorme d'Amilcare Ponchielli
- 1887 : Otello de Giuseppe Verdi
- 1889 : Edgar de Giacomo Puccini
- 1892 : La Wally d'Alfredo Catalani
- 1893 : Falstaff de Giuseppe Verdi
- 1904 : Madame Butterfly de Giacomo Puccini
- 1923 : Belfagor d'Ottorino Respighi
- 1924 : Nerone d'Arrigo Boito
- 1925 : I Cavalieri di Ekebù de Riccardo Zandonai
- 1926 : Turandot de Giacomo Puccini
- 1957 : Dialogues des carmélites de Francis Poulenc
- 1984 : Samstag aus Licht de Karlheinz Stockhausen
- 1988 : Montag aus Licht de Karlheinz Stockhausen
- 2007 : Teneke de Fabio Vacchi
- 2018 : Fin de Partie de György Kurtág

## Chef principal et directeur musical
- 1871-1889 : Franco Faccio
- 1898-1908 : Arturo Toscanini
- 1909-1914 : Tullio Serafin

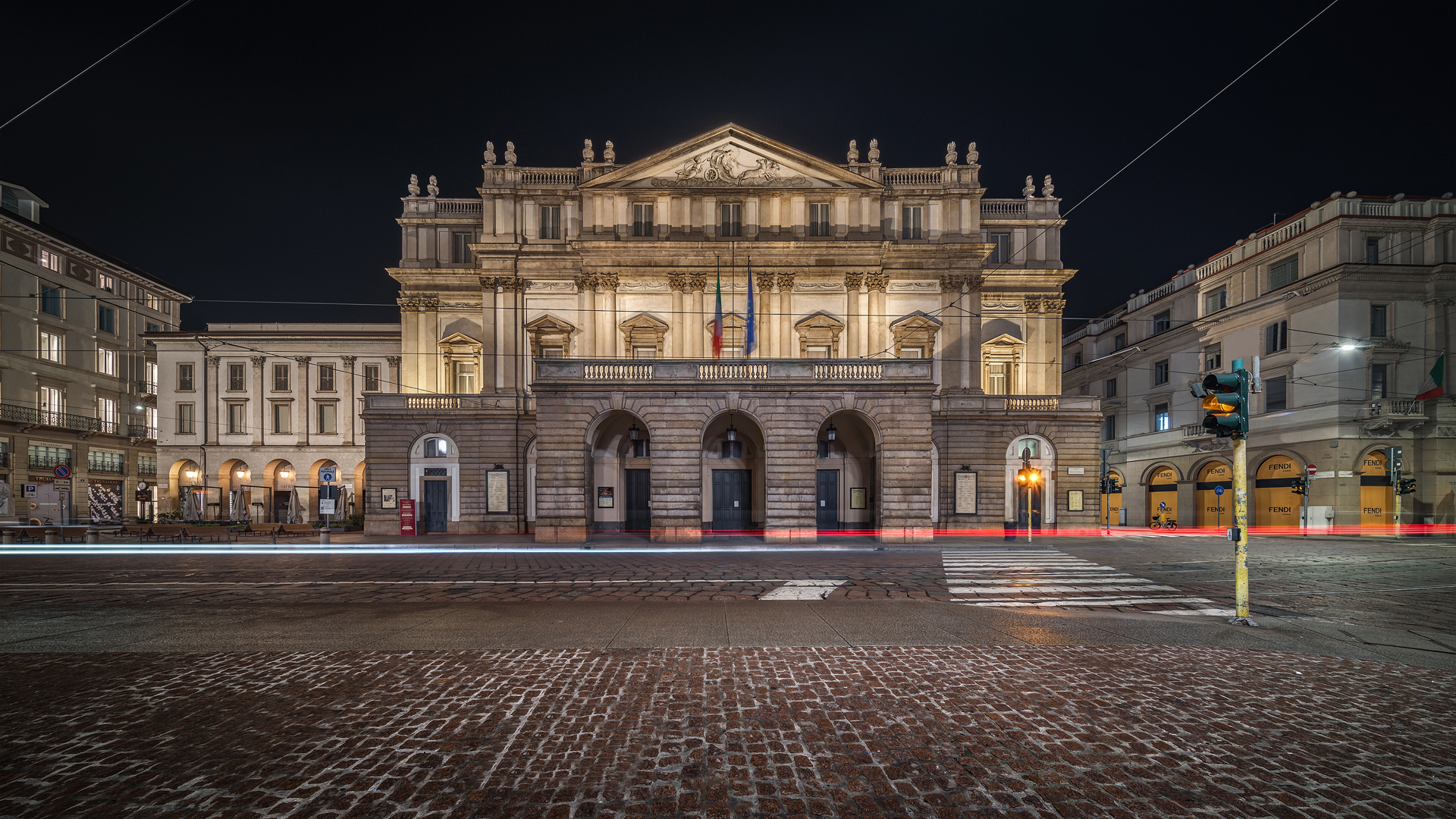
La Scala en 2022.

- La Scala est fermée de 1914 à 1917
- 1917-1918 : Tullio Serafin
- La Scala est fermée de 1918 à 1920
- 1921-1929 : Arturo Toscanini
- 1929-1953 : Victor de Sabata
- 1953-1956 : Carlo Maria Giulini
- 1956 : Guido Cantelli (mort accidentellement avant sa prise de fonction)
- Poste vacant entre 1956 et 1968
- 1968-1986 : Claudio Abbado
- 1986-2005 : Riccardo Muti
- 2005-2015 : Daniel Barenboim (chef invité principal, puis directeur musical à partir de 2011)
- depuis 2015 : Riccardo Chailly

## Directeur du chœur

Intérieur du théâtre.

- Vittore Veneziani (1945-1954)
- Norberto Mola (1954-1963)
- Roberto Benaglio (1963-1971)
- Romano Gandolfi (1971-1983)
- Giulio Bertola (1983-1991)
- Roberto Gabbiani (1991-2002)
- Bruno Casoni (2002-2021)
- Alberto Malazzi (depuis 2021)

## Surintendant
- 1932-1943 : Jenner Mataloni
- 1943-1946 : Carlo Gatti
- 1946-1972 : Antonio Ghiringhelli
- 1972-1977 : Paolo Grassi
- 1977-1990 : Carlo Maria Badini
- 1990-2005 : Carlo Fontana
- 2005-2014 : Stéphane Lissner
- 2014-2020 : Alexander Pereira
- Depuis 2020 : Dominique Meyer

### Prise de position
Le 24 février 2022, le surintendant Dominique Meyer, conjointement avec le maire de Milan Giuseppe Sala, appelle le chef d'orchestre Valery Gergiev, proche de Vladimir Poutine, à clarifier sa position à propos de l'invasion de l'Ukraine par la Russie en lui demandant de faire une déclaration plaidant pour une solution pacifique du conflit ; à défaut, la présence de Valery Gergiev à Milan pourrait être compromise.

## Distinctions
- International Opera Award dans la catégorie « orchestre » (2018)[4].

## Galerie

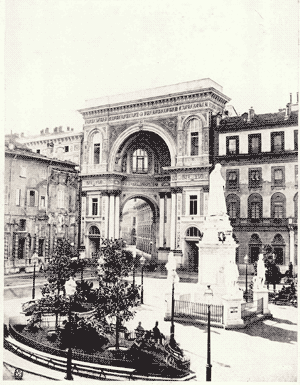
Place de la Scala (1872), photographie de Icilio Calzolari.
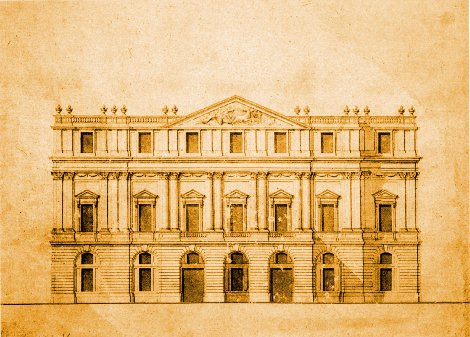
Plan de la Scala.
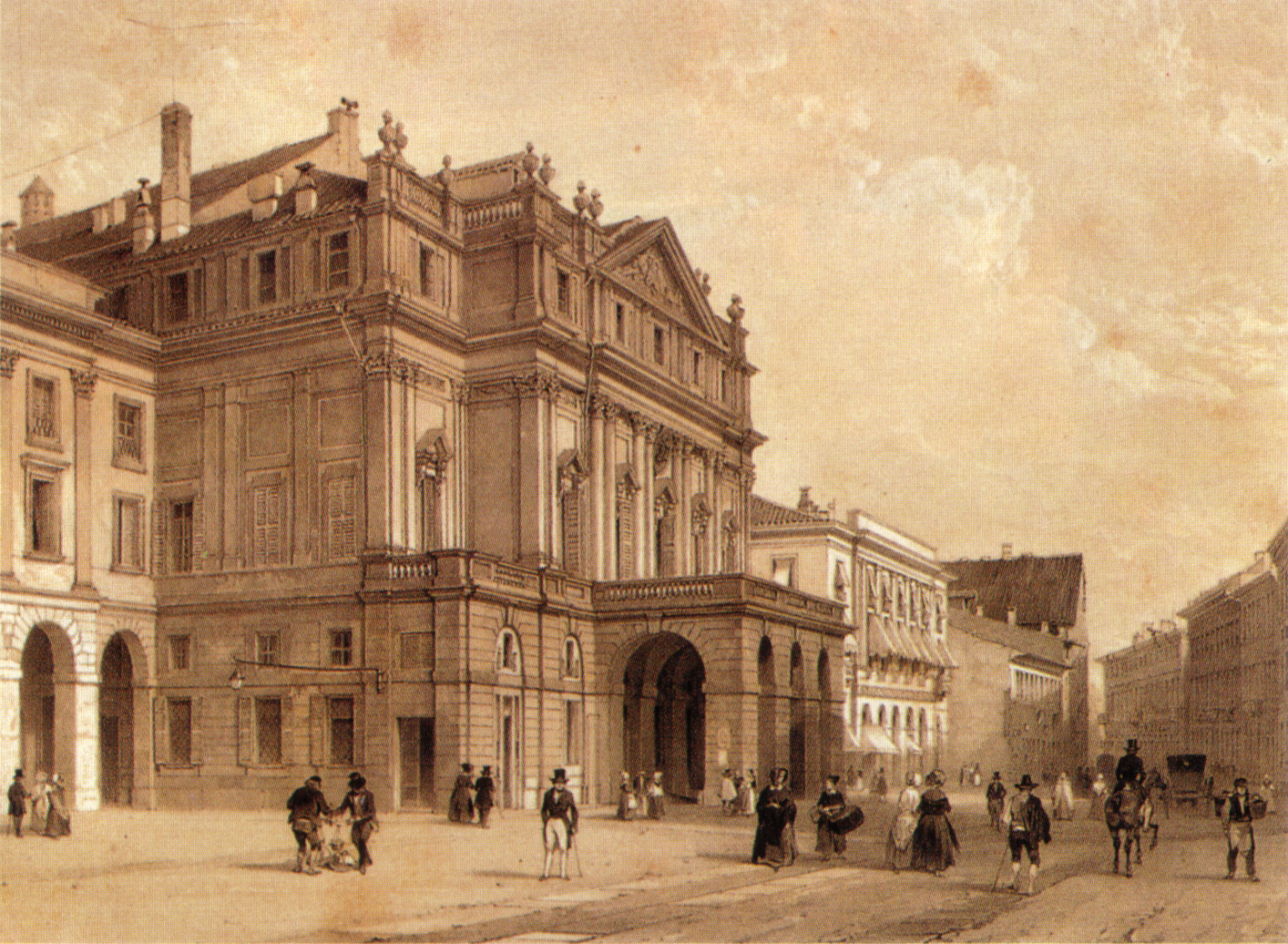
La Scala au XIXe siècle.
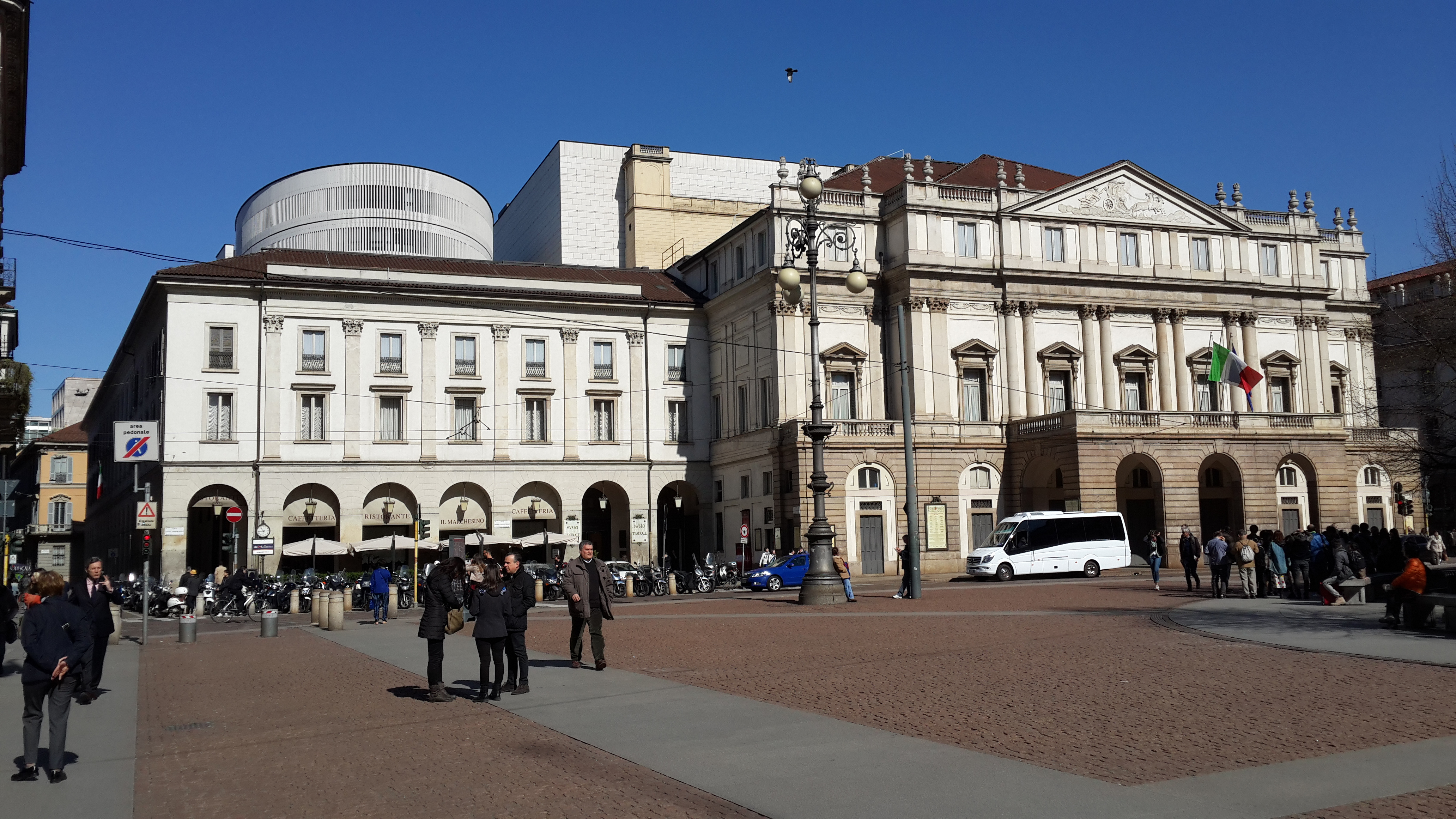
Extérieur.
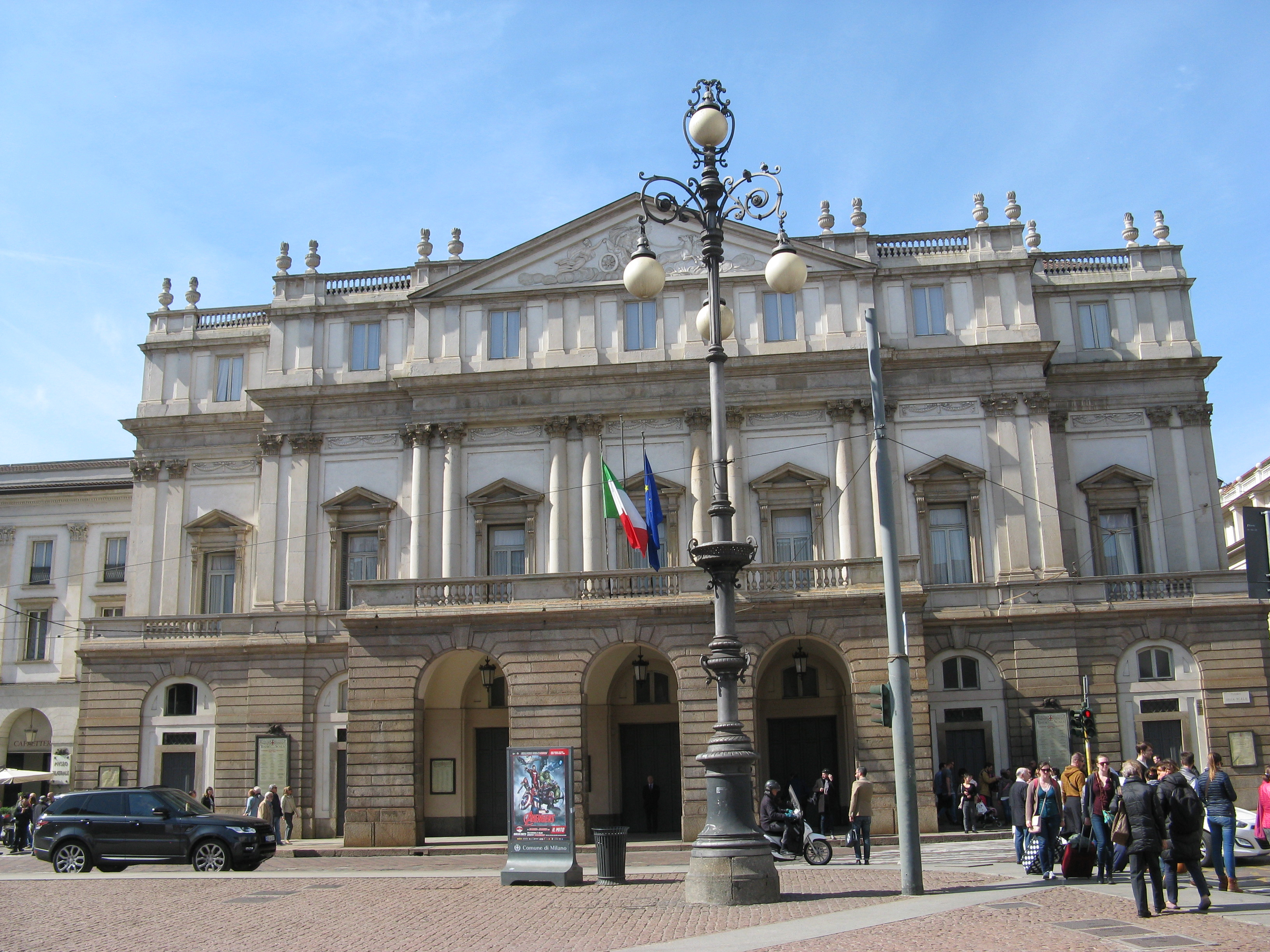
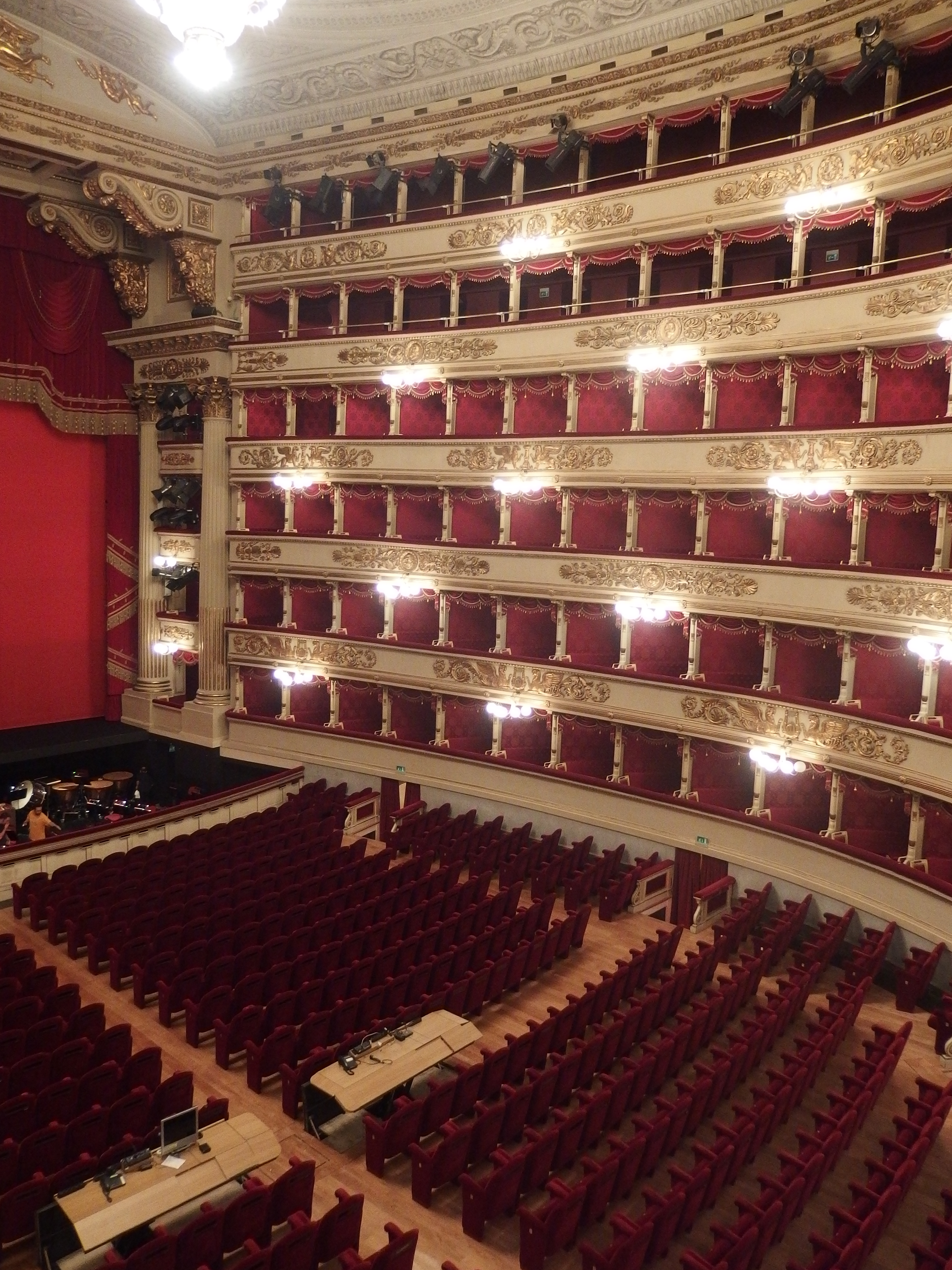